# Thomas Hay, 2. Baronet

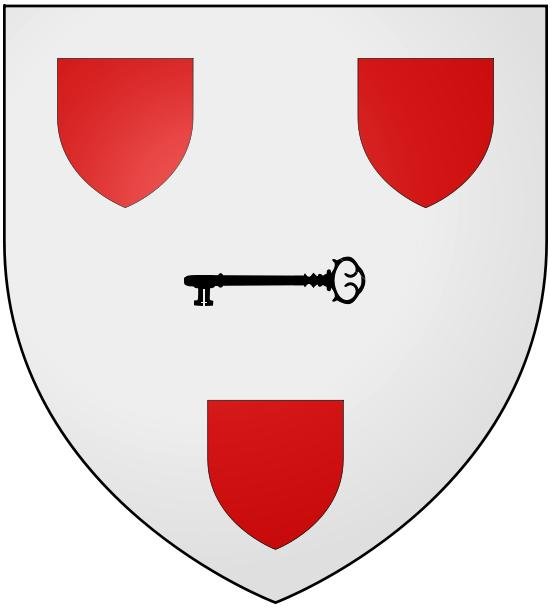
Wappen des Sir Thomas Hay, 2. Baronet

Sir Thomas Hay, 2. Baronet (* zwischen 1693 und 1705; † 26. November 1769) war ein schottisch-britischer Adliger.

## Leben
Er entstammte einer Nebenlinie des Clan Hay und war der ältere Sohn des Sir John Hay, 1. Baronet († 1706), aus dessen Ehe mit Catherine Suttie, Tochter des Sir George Suttie, 1. Baronet. Er war noch minderjährig, als er beim Tod seines Vaters 1706 dessen 1703 in der Baronetage of Nova Scotia geschaffenen Adelstitel als 2. Baronet, of Alderston in East Lothian, erbte. Als er volljährig wurde, erhielt er auch die Kontrolle über die Ländereien seines Vaters.
Er diente als Offizier eines Dragonerregiments in der British Army und erreichte den Rang eines Captain.
Er war dreimal verheiratet. In erster Ehe heiratete er am 26. August 1724 Eleanor Dalrymple, Tochter des Hon. Sir Hew Dalrymple, 1. Baronet, in zweiter Ehe am 31. Juli 1740 Hon. Frances Berkeley († 1757), Witwe des William Byron, 4. Baron Byron, und Tochter des William Berkeley, 4. Baron Berkeley of Stratton, und in dritter Ehe am 14. Oktober 1761 Peggy Don, Tochter des John Don. Alle drei Ehen blieben kinderlos, weshalb sein Adelstitel bei seinem Tod, 1769, an seinen jüngeren Bruder George Hay-Makdougall (1705–1777) fiel.